# Anton Bernreiter

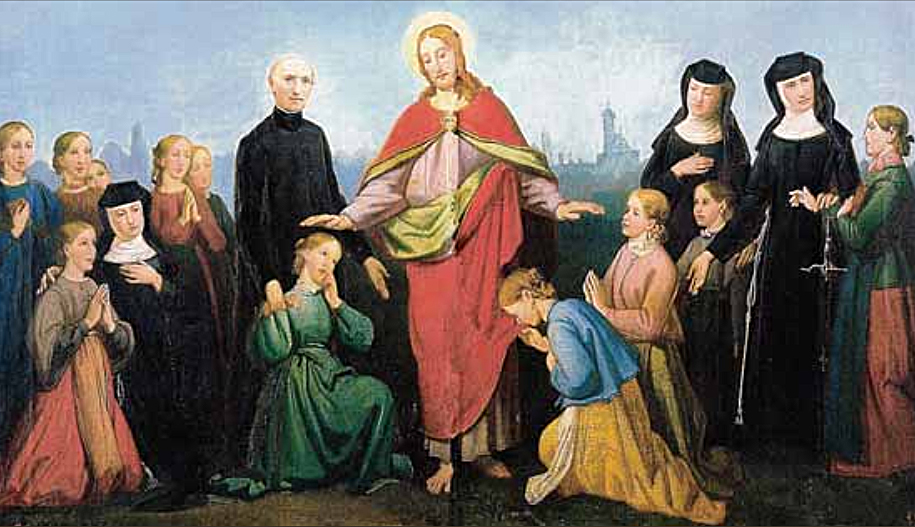
Anton Bernreiter: Der segnende Christus mit Regens Johann Evangelist Wagner und drei Dillinger Franziskanerinnen

Anton Bernreiter (* 16. November 1835 in Dingolfing; † 24. Februar 1892 in München) war ein deutscher Kirchen- und Tiermaler.
Bernreiter studierte seit dem 7. Mai 1854 an der Königlichen Akademie der Künste in München bei Joseph Schlotthauer und Johann von Schraudolph.
Er schuf Altarbilder für Kirchen in Pähl, Donauwörth und Freising in der Sebastianikapelle von St. Johannes in Dingolfing, den Kreuzweg in der Kirche St. Michael in Michaelsbuch (1857) sowie den Flügelaltar in der Spitalkirche St. Albanus in Lauingen.
Seit 1864 arbeitete er gemeinsam mit dem Bildhauer Meyer in Saulgau und Lauingen für Ludwig Mittermaiers Glasmalerwerkstatt.
Seit 1870 war er in der von Josef Gabriel Mayer gegründeten Kunstanstalt für kirchliche Arbeiten tätig, wo er Kartons für Glasfenster für Kirchen in England, Frankreich, Spanien und in den Vereinigten Staaten entwarf.